# Chlorospatha feuersteiniae
Chlorospatha feuersteiniae là một loài thực vật có hoa trong họ Ráy (Araceae). Loài này được (Croat & Bogner) Bogner & L.P.Hannon mô tả khoa học đầu tiên năm 2007.